# Прапор Айдахо
Прапор Айдахо (англ. Flag of Idaho) — один із символів американського штату Айдахо.
Прапор являє собою синє полотнище, що несе зображення державної печатки штату в центрі прапора і, під нею, золотий стрічки з написом «Штат Айдахо», виконаної золотими літерами на червоному тлі. Згідно з офіційним описом, краї прапора мають бути з золотим контуром, але це рідко використовується на багатьох зображеннях прапора.
Печатка в центрі прапора зображує шахтаря і жінку, що символізують рівність, свободу і правосуддя. Також на печатці символічно зображені деякі природні ресурси штату Айдахо: корисні копалини, ліси, сільгоспугіддя, жива природа.
Прапор штату розроблений на основі прапору, який використовував 1-й піхотний полк штату Айдахо в 1899 році, під час іспано-американської війни.
Прапор був прийнятий 12 березня 1907 року і трохи змінений у 1957 році.